# Богданович, Ирина Эрнстовна
Ирина Эрнстовна Богданович (род. 30 апреля 1956, Лида) — белорусская поэтесса и литературовед. Кандидат филологических наук.

## Биография
Окончила историко-филологический факультет Гомельского государственного университета (1978) и аспирантуру при Институте литературы имени Я. Купалы НАН Беларуси (1983). С 1983 года работает в Институте литературы НАН Беларуси.

## Творчество
Публикуется с 1973 года. Автор книг стихов «Ботинки детства» (1985), «Фрески» (1989), «Пасха» (1993), «Сарматский альбом» (2004), «Частные римляне» (2006), монографий «Янка Купала и романтизм» (1989), «Авангард и традиция: белорусская поэзия на волне национального возрождения» (2001). Составитель сборников «Казимир Свояк. Избранные произведения» (2010) и «Винцук Адольфович. Избранные произведения» (2011). Переводит с польского языка.
В её сборниках стихов — поэтическое осмысление родного края, его истории и культуры, сложные заботы и тревоги современников.